# Коныгино (Вологодская область)
Коныгино — деревня в Никольском районе Вологодской области.
Входит в состав Краснополянского сельского поселения, с точки зрения административно-территориального деления — в Краснополянский сельсовет.
Расстояние до районного центра Никольска по автодороге — 4 км. Ближайшие населённые пункты — Соколово, Аксентьево, Мокрецово, Животово.
По переписи 2002 года население — 77 человек (34 мужчины, 43 женщины). Всё население — русские.